# J-rock
J-Rock (яп. ジェイ ロック дзейрокку, японський рок) — узагальнююча назва для напрямів рок-музики, поширених в Японії. Часто плутається з Visual kei, що неправильно, тому що другий є один із піджанрів першого. Часто використовується для позначення всіх напрямків року Японії в цілому, але іноді також популярні позначення J-Metal, J-Punk і J-Ska для японських гуртів даних напрямків. 

## Історія
Істотний підйом цього напряму розпочався на хвилі популярності метал-групи X Japan. Вона виникла в середині 1980-х років, коли вся музична індустрія Японії переживала значний підйом. У своїй музиці X Japan використовують не тільки традиційні фатальні інструменти, але й інші, наприклад скрипку, фортепіано. Великий вплив хард-рок мав і на колектив BUCK-TICK, учасники якого нарівні з X Japan почали використовувати грим і перші показали в кліпі популярний зараз фан-сервіс. 

## Вплив і витоки
Дуже великий вплив на жанр справили такі музичні напрямки, як джаз, альтернативний рок та метал. Часто у творчості гуртів японського року можна почути моменти чи цілі пісні, написані у напрямі блюз чи джаз, незалежно від основного напряму гурту, як-от Mad Tea Party (з альбому «Yami no Kuni no Alice — Hamon» метал групи D), Kinebi  (сингл групи Aicle) та у всій творчості в цілому - THE GOLDEN SPIDER, Sugar, D=OUT, Asakusa Jinta, Glacier.
Від альтернативного року ж J-rock успадкував експерименти зі звуком і помітне змішування різних напрямків, особливо помітні у груп the GazettE, Dir en grey, Maximum the Hormone і т. д. Зазвичай групи експериментують зі звуком, записуючи кожен новий реліз у нових напрямках або міксуючи кілька напрямів в одній пісні, як Maximum the Hormone.
Також слід виділити вплив на японський рок таких важких напрямів як метал та хардкор, внаслідок чого більшість груп використовують жорсткіше звучання гітар, ніж прийнято для інших національних сцен року. Так у японського поп-рок гурту An Cafe присутній скрим у піснях, і часто важчий музичний супровід, ніж у західних поп-рок гуртів. В основному, метал набув поширення серед груп, орієнтованих на захід, як-от X Japan, Metal Safari та Galneryus, та серед напряму віжуал-кею коте-кей. Хардкор же та його похідні популярніші серед сучасних «молодіжних груп» та груп напряму нагоя-кей. 

## Поділ
Як і J-pop, групи японського року діляться на:
- мейджор - «багаті» - (групи, що підписували контракт з великими лейблами, зазвичай вже популярні на той момент, або з самого початку створені як комерційний проєкт)
- інді — «вільні» — (часто групи-початківці, що записуються на інді-лейблах з більш вільними умовами)

## Напрями та піджанри

### Visual kei
Основна стаття: Visual kei
Похідний жанр японського року та глем-металу, який з'явився в середині 80-х років, завдяки групам X Japan, Seikima II тощо. Одним із головних принципів напряму є великий акцент на зовнішність виконавців, що базується на андрогінному ідеалі краси. Іншою особливістю жанру є різноманітність творчості груп. Так, більшість гуртів додає до своєї музики елементи різних напрямів. Більшість гуртів виконує рок-музику, також можуть бути елементи електронної (Adapter, Blam Honey) та поп-музики (T.M Revolution).

### J-metal
Піджанр, що охоплює особливості японських метал-груп. Найбільш поширені групи пауер та неокласик-металу. На відміну від груп сучасних метал-напрямків (ню-метал, модерн-метал, альтернативний метал), які в основному дотримуються Visual kei, групи пауер/неокласичного металу мають більш європеїзоване звучання, що мало неабиякий вплив на їхню популярність. Найбільшу популярність у цих двох жанрах здобули групи Concerto Moon та Galneryus. Гітаристи цих груп також мають популярність у Європі та Америці.
Групи більш екстремальних класичних напрямків менш відомі та поширені насамперед через велику популярність visual kei сцени, хоча блек-метал-групи Sigh та GallHammer широко відомі серед шанувальників цього напряму.

### J-ska
Окремий стиль і в той же час підвид J-punk-напряму. Включає як властиві для ска ямайські мотиви, так і додавання J-punk/J-rock/Jazz-мотивів. Провідними групами є Muramasa ☆ та повністю жіночий колектив під назвою OreSkaBand. 

## Популярність
Так як цей музичний жанр є частиною японської культури та разом з J-pop використовується в аніме OST-ах, J-rock дуже поширений серед шанувальників аніме та манги, а також усієї японської культури загалом. Тому групи японського року — часті гості на аніме-конвентах у США. Крім Японії, найбільші групи фанатів знаходяться в Росії, США, Іспанії, Австралії, Індонезії, Канаді, Англії, Китаї та Франції.